# تاغروكسوفوسب
تاغروكسوفوسب هو دواء يستعمل في علاج لمفوما الخلايا القاتلة الطبيعية الأرومية. حصل على ترخيص إدارة الدواء والغذاء في 2018 ووكالة الأدوية الأوروبية في 2021، وهو دواء أول في فئته.
تاغروكسوفوسب هو بروتين اندماجي من إنترلوكين 3-ذيفان الخناق يستهدف الخلايا المتغصنة البلازمية.